# Колган Олексій Анатолійович
Олексій Анатолійович Колган (нар. 21 листопада 1971 року, Львів, Українська РСР СРСР) — російський актор театру і кіно, майстер дубляжу, співак.

## Біографія
Народився Олексій Колган 21 листопада 1971 року в місті Львові. Закінчив Санкт-Петербурзьку державну академію театрального мистецтва (СПДАТМ) в 1994 році. Паралельно закінчив курс класичного вокалу при Ленінградській консерваторії імені Миколи Римського-Корсакова.
У 1996—2000 роках співпрацював з російським телеканалом РТР: озвучував дитячу передачу «Лукомор'я», анімаційні програми «Вчасно» і «Фініш-бар», новорічний мюзикл «На Титаніку», а також був голосом анонсів телеканалу з 1998 по 2000 роки.
З 1999 року Олексій Колган бере участь у дубляж іноземних картин, його перша робота — озвучування російською мовою шерифа Ноттінгема в диснеївському мультфільмі «Робін Гуд» на студії «Піфагор» під керівництвом Марини Александрової.
Популярність акторові принесло озвучування ролі Хрюна Моржова в телепередачі «Гасіть світло», яка виходила з 2000 по 2003 роки на чотирьох різних телеканалах (НТВ, ТНТ, ТВ-6, ТВС) і була відзначена премією «ТЕФІ». Як наслідок, у 2001 році Олексій Колган був запрошений режисером дубляжу Ярославою Турильовою для дублювання Шрека в серії однойменних мультфільмів. В результаті Олексій був визнаний студією «DreamWorks» найкращим актором, який озвучив Шрека. Після цього йому надходили пропозиції від голлівудських студій.
Працював у Московському академічному театрі Сатири (2001—2009). Також озвучував ігри з серії «Брати Пілоти» та різні рекламні ролики, в тому числі Білку з соціальних роликів «Пекельна білочка». Зараз знімається в кіно, займається дубляжем, активно концертує країнами Європи з вокальною програмою.
Також Олексій Колган працює диктором на радіостанції «Радіо Шансон».
Дружина (з 2003 року) — Ніна Дворжецька (нар. 1961) — актриса Російського академічного молодіжного театру (РАМТ).

## Нагороди
- Премія «ТЕФІ» за програму «Гасіть світло!» в 2001 році,
- Премія «ТЕФІ» — як найкращий ведучий гумористичної програми у 2002 році

## Творчість

### Ролі в театрі

#### Театр імені Моссовєта
- «Недоросток» — Митрофан
- «Шиворот-навиворот» — Іван
- «Заповідник» — Льоня
- «Дванадцята ніч» — Фабіан
- «Потоп» — Страттон

#### Московський академічний театр сатири
- «Поле битви після перемоги належить мародерам»
- «Андрюша» — Вульф і Михалков
- «Гра» — Федір, камердинер Кричинського
- «Нам все ще смішно» — Ахмадуліна
- «Малюк і Карлсон, який живе на даху» — Руллє
- «Скажені гроші» — Глумов
- «Свободу за Любов!» — Гістерій

### Театр мюзиклу
- 2016 — «Принцеса цирку» (за оперетою Імре Кальмана, реж. Себастьян Солдевілья, Марина Швидкая) — мадам Кароліна

### Ролі в кіно
- 1992 — Наречена з Парижа
- 2002 — Кодекс честі — граф
- 2003 — Москва. Центральний округ — капітан Якушонок
- 2003 — Острів без любові — товариш по службі
- 2004 — 2005 — Гріхи батьків — Давид Бурлюк
- 2004 — Близнюки — Сєва
- 2004, 2006 — Фитиль (сюжети «Митниця дає добро», «По кабінетах»)
- 2004 — Москва. Центральний округ 2 — капітан Якушонок
- 2004 — Відображення
- 2005 — Взяти Тарантіно — текст від автора
- 2005 — Лола і Маркіз — Рудик Штерман
- 2005 — Люба, діти та завод… — інопланетянин / лікар
- 2005 — Зірка епохи — Щербаков Олександр Сергійович
- 2006 — Богиня прайм-тайму — Песцов
- 2006 — Золота теща — Сергій Кримов, директор турагентства
- 2006 — Карамболь — Сорокін
- 2007 — Нізвідки з любов'ю, або Веселий похорон — піп
- 2007 — Глянець — Володя
- 2007 — Аферисти
- 2007 — Шалена — Богданов
- 2007 — Терміново в номер — Жора[6]
- 2007 — Вбити змія — Колмен
- 2008 — П'ять кроків по хмарах — Геннадій Садовников
- 2008 — Криза Віри — президент фірми
- 2008 — Терміново в номер 2 — Жора
- 2009 — рос. Если бы да кабы — Арнольд
- 2009 — Подвійна пропажа — Патрикеєв
- 2009 — Брудна робота — Михайло Петрович Кузін
- 2010 — Москва. Центральний округ 3 — капітан Якушонок
- 2010 — Гаражі — Андрій Іванович Бузєєв, особистий шофер
- 2010 — Братани 3 — Саша, директор Миколи Сибірського
- 2012 — Санта Лючія — головний редактор
- 2012 — Москва. Центральний округ 4 — капітан Якушонок
- 2012 — Одеса-мама — Мелешко
- 2012 — Кухня — Микола Андрійович, господар ресторану-конкурента Arcobaleno
- 2014 — Хороші руки — Віктор Олександрович Денисов
- 2015 — Постріл — Свиридов, лікар
- 2015 — Батьківщина — Ігор Данилов, помічник депутата
- 2015 — Провокатор — Михайло Федорович Виноградов, мер м. Вишнєгорська
- 2015 — Таємнича пристрасть — Юрій Юрченко
- 2016 — Дама Пік — Степан
- 2016 — Москва. Центральний округ. Останній сезон — капітан Якушонок
- 2016 — В зоні доступу любові — Вадим Орлов-Ростовський
- 2017 — Срібний бор — Мєшков
- 2017 — Ходіння по муках — Микола Іванович Смоковніков, адвокат, чоловік Каті
- 2017 — Демон революції — Мечислав Юлійович Козловський
- 2018 — Надламані душі — Філіп Андрійович, режисер

### Озвучування

#### Фільми
- 1964 — Мері Поппінс —  містер Паррік, дядько Альберт
- 1980 — Сяйво —  Джек Торренс  (дубляж студії Піфагор 2014 роки)
- 2000 — Дорожні пригоди (США, фільм) —  Ед
- 2000 — Випадковий шпигун (Гонконг, фільм) —  Мені Лю
- 2001 — Гаррі Поттер і філософський камінь (фільм) —  Вернон Дурслі
- 2001 — Одинадцять друзів Оушена —  Лівінгстон Делл
- 2001 — Алі
- 2001 — Васабі —  Момо
- 2001 — Зразковий самець —  Мугату
- 2001 — Моє велике грецьке весілля (США, Канада, фільм) —  Майк
- 2002 — Остін Паверс: Ґолдмембер — Ґолдмембер, Стівен Спілберг
- 2002 — Скубі-Ду —  Скубі-Ду
- 2002 — Шоу починається (США, фільм) —  Вільям Шетнер
- 2002 — Гаррі Поттер і таємна кімната (фільм) —  Вернон Дурслі ,  Сортувальний Капелюх
- 2002 — Повний привід (Франція) —  Мустафа Хамель на прізвисько Турок
- 2002 — Діти шпигунів 2: Острів несправджених надій —  Дінкі Вінкс
- 2002 — Країна диваків —  Ленс Брамдер
- 2002 — Банди Нью-Йорка —  Джек «Щасливчик» Малренні [7]
- 2002 — Чикаго —  Амос Харт [7]
- 2002 — Злови мене, якщо зможеш —  Карл Хенретті  Том Хенкс
- 2002 — Години —  Ден Браун [7]
- 2002 — Пригоди Плуто Неша —  Бруно
- 2003 — Як позбутися хлопця за 10 днів (США, фільм) —  Джоуї-старший
- 2003 — Брюс Всемогутній
- 2003 — Валізи Тульса Люпера: моавським історія (Велика Британія) —  Мартіно Нокавеллі  (озвучено в 2006 році)
- 2003 — Пограбування по-італійськи (США) —  Худий Піт; актор, що репетирує в машині
- 2003 — Подвійний форсаж (США, Німеччина) —  Картер Вероні
- 2003 — Діти шпигунів-3D: Кінець гри (США) —  Дінкі Вінкс
- 2003 — Лара Крофт розкрадачка гробниць: колиска життя (США, Німеччина, Велика Британія, Японія) —  агент Келлоуей
- 2003 — Американський пиріг 3: Весілля (США, фільм) —  батько Джима
- 2003 — Донька мого боса (США, фільм) —  Ред Тейлор
- 2003 — Прекрасна афера (США, фільм) —  Чак Фрешетт
- 2003 — Нестерпна жорстокість (США, фільм) —  Говард Дойл
- 2003 — Реальна любов (Велика Британія, США) —  Біллі Мак
- 2003 — Школа року —  Дьюї Фінн
- 2003 — Дюплекс (США, фільм) —  ріелтор Кеннет
- 2003 — Дуже страшне кіно 3 —  Ален
- 2003 — Матриця: Революція —  Спаркс
- 2003 — Луні Тюнз: Знову в справі (США, Німеччина) —  голова корпорації «Акме», брати Ворнери
- 2003 — Поганий Санта (США, фільм) —  Віллі
- 2003 — Кіт —  Кіт
- 2003 — Ельф —  Майлз Фінч; лікар
- 2003 — Володар перснів: Повернення короля (Нова Зеландія, США, Німеччина) — Горбаг, Більбо Беггінс
- 2003 — Кохання за правилами... і без (США) —  Гаррі Сенборн  Джек Ніколсон
- 2003 — Останній самурай (США, фільм) —  Саймон Грехем
- 2004 — Скубі-Ду 2: Монстри на волі (США) —  Скубі-Ду
- 2004 — Червона площа (Росія, телесеріал) — читає текст
- 2004 — Ван Хелсінг (США, Чехія) —  доктор Віктор Франкенштейн; монстр Франкенштейна
- 2004 — Троя (США, Мальта, Велика Британія) —  Минулий
- 2004 — Гаррі Поттер і в'язень Азкабану (фільм) —  Вернон Дурслі, Пітер Петіґру
- 2004 — Термінал (США) —  Віктор Наворський  Том Хенкс
- 2004 — Телеведучий: Легенда про Роде Бургунді —  Вага Ментут
- 2004 — Перевага Борна (США, фільм) —  Джарда
- 2004 — Потомство Чакі —  Чакі
- 2004 — Блейд: Трійця (США, фільм) —  шеф поліції Мартін Врід
- 2004 — Дванадцять друзів Оушена (США, фільм) —  Лівінгстон Делл
- 2004 — Привид Опери (США, фільм) —  аукціонер
- 2004 — Авіатор (США, Німеччина, Японія, фільм) —  Джек Фрай
- 2005 — Син Маски (США) —  Локі
- 2005 — Будь крутіше! (США, фільм) —  Сін ЛяСалль
- 2005 — Міс Конгеніальність 2: Озброєна і легендарна (США, фільм) —  Стен Філдс, містер Грант
- 2005 — Місто гріхів (США) —  детектив Джон Хартіган
- 2005 — Місія «Сереніті» (США) —  Малкольм Рейнольдс
- 2005 — Гаррі Поттер і келих вогню (США, Велика Британія, фільм) —  Пітер Петіґру
- 2005 — Кінг-Конг (Нова Зеландія, США) —  Карл Денхем
- 2005 — V значить вендета (Велика Британія, Німеччина, США) — Гордон Дітріх
- 2006 — Клерки 2 (США) —  Данте
- 2006 — Гарфілд 2: Історія двох кішечок (США, фільм) —  Гарфілд (вокал)
- 2006 — Поліція Маямі: Відділ моралі (США, Німеччина) —  Кастілло
- 2006 — Парфумер: Історія одного вбивці (Франція, Іспанія, Німеччина) —  єпископ Грасса
- 2006 — Персонаж (США) —  професор Джулс Гільберт
- 2006 — На прізвисько «Чистильник» (США, фільм) —  Джейк Роджерс
- 2006 — Останній легіон (США, фільм) —  Аврелій Гай Антоній
- 2007 — Кохання-зітхання (Росія) —  Фелікс Корогодський  (зіграв Андрій Краско)
- 2007 — Тринадцять друзів Оушена (США, фільм) — Лівінгстон Делл
- 2007 — Гаррі Поттер та Орден Фенікса —  Вернон Дурслі
- 2007 — Кулі гніву —  Ренді Дайтона
- 2007 — Золотий компас —  король Джон Фаа
- 2007 — Фред Клаус, брат Санти —  Клайд
- 2007 — Список останніх бажань (США) —  Едвард  Джек Ніколсон
- 2008 — Спайдервик: Хроніки (США, фільм) —  Шевчик
- 2008 — Зак і Мірі знімають порно (США) —  Зак
- 2008 — Мільйонер із нетрів (Велика Британія, США, фільм) —  сержант Срінівас
- 2009 — Захоплення підземки 123 (США, фільм) —  лейтенант Камонетті
- 2009 — Тимчасово вагітна (США, фільм) —  Джеррі
- 2009 — Тільки для закоханих (США) —  Шейн
- 2010 — Легіон (США, фільм) —  Персі Вокер
- 2010 — Справжня мужність (США, фільм) —  Рубен Когберн
- 2010 — Викрутаси (Росія, фільм) —  продавець кавунів  (роль Бориса Вернігорова)
- 2011 — Залізний лицар (США, фільм) —  барон Вільям Олбані
- 2011 — Липучка (США, фільм) —  «Желе»
- 2011 — Різанина (Німеччина, Франція, Іспанія, Польща, фільм) — Майкл Лонгстріт[7]
- 2011 — Зоонаглядач (США, фільм) —  Гріффін Кіс  Кевін Джеймс
- 2011 — Любов: Інструкція з використання (Італія, фільм) —  Фабіо
- 2011 — Шерлок Холмс: Гра тіней (США, фільм) —  Майкрофта Холмс
- 2011 — Король говорить! —  Вінстон Черчілль
- 2011 — Залізна леді (США, фільм) —  сер Гордон Рис
- 2011 — Березневі іди (США, фільм) — Пол Зара Філіп Сеймур Хоффман
- 2012 — Американський пиріг: Знову разом (США, фільм) —  батько Джима
- 2012 — Пограбування казино (США, фільм) —  Міккі
- 2012 — Астерікс і Обелікс у Британії (Франція, фільм) —  Обелікс  Жерар Депардьє
- 2012 — Код доступу «Кейптаун» (США, фільм) —  Девід Барлоу
- 2012 — Пограбування казино (США, фільм) —  Міккі
- 2012 — Третій зайвий (США, фільм) — оповідач
- 2012 — Спадок Борна (США, фільм) —  Марк Турсо
- 2012 — Джанґо вільний (США, фільм) —  Стівен
- 2013 — Повернення героя (США, фільм) —  агент Джон Банністер
- 2013 — Кінець світу (Велика Британія, фільм) —  Ендрю Найтлі
- 2013 — План втечі (США, фільм) —  Лестер Кларк
- 2013 — Керрі (США, фільм) —  директор Мортон
- 2013 — Хоббіт: Пустка Смога (США, Нова Зеландія, фільм) —  Бургомістр Есгарота
- 2013 — Хроніки ломбарду (США, фільм) —  Джонсон
- 2013 — Все включено 2 (Росія, фільм) —  охоронець Будко  (роль Іллі Уткіна)
- 2014 — Принцеса Монако (Франція, США, Бельгія, Італія, фільм) —  батько Френсіс Такер
- 2014 — Сусіди (США, фільм) —  Maк Реднер
- 2014 — 13 гріхів (США, фільм) —  Воглер
- 2014 — Мільйон способів втратити голову (США, фільм) —  продавець
- 2014 — Ліга мрії (Франція, фільм) —  Жюль Римі
- 2014 — Хоббіт: Битва п'яти воїнств (США, Нова Зеландія, фільм) —  Бургомістр Есгарота
- 2015 — Мордекай (США, фільм) —  сер Грехем
- 2015 — Третій зайвий 2 (США, фільм) —  оповідач
- 2015 — Стів Джобс (США, Велика Британія, фільм) —  Стів Возняк
- 2016 — Аве, Цезар! (США, фільм) —  оповідач
- 2016 — Кохання та дружба (США, Ірландія, Франція, Нідерланди, фільм) —  містер Джонсон
- 2016 — Розбирання в Манілі (США, Росія, фільм) —  Алдрік Кол
- 2016 — Сусіди 2 (США, фільм) —  Maк Реднер
- 2016 — Дев'яте життя Луї Дракса (Велика Британія, Канада, США, фільм) —  доктор Перез
- 2017 — Конг: Острів Черепа (США, фільм) —  лейтенант Хенк Марлоу
- 2017 — Вікторія та Абдул (США, Велика Британія, фільм) —  Генрі Понсонбі
- 2017 — Темні часи (Велика Британія, фільм) —  Вінстон Черчілль
- 2018 — Жага смерті (США, фільм) —  Пол Керсі

#### Мультфільми та мультсеріали
- 1949 — Пригоди Ікабода і містера Тоад —  кінь Сиріл; листоноша
- 1951 — Аліса в Країні чудес —  Морж
- 1959 — Спляча красуня —  король Г'юберт
- 1963 — Меч у камені —  Архімед, пугач Мерліна
- 1973 — Робін Гуд —  Шериф Ноттінгема; пес Отто
- 1977 — Рятівники —  Орвілл
- 1989 — Русалонька —  шеф-повар Луї
- 1990 — Рятівники в Австралії — Вілбур
- 1990 — Пригоди мультяшок — Гемтон іиг, Багз Банні, Поркі Піг, пітбуль Арнольд, Йосемайт Сем, Тасманійський Диявол, Кіт Сильвестр, Елмер Фадд  (1 сезон, пізніше його замінить Микита Прозоровський)
- 1996 — Дитинчата джунглів —  Каа, другорядні персонажі
- 1996 — Горбань із Нотр-Дама —  архідиякон
- 2000 — Аргай: Пророцтво (2000—2001) —  Аргана, Паша
- 2000 — Звірячі війни —  дружина Еда
- 2001 — Шрек —  Шрек; Осел (вокал) [8]
- 2001 — Легенда про Тарзана (2001—2003) —  Тантор
- 2002 —  Ллойд в космосі[en] (2001—2004) —  Курт
- 2002 — Тарзан і Джейн
- 2002 — Букашки —  Інопланетянин
- 2002 — Підкидьок
- 2002 — Пригоди піратів в Країні Овочів —  Каліл
- 2003 — Тиха історія
- 2003 — На південь від півночі
- 2003 — Легенда про лицаря —  Бен Юсуф
- 2003 — Шрек: Медовий місяць —  Шрек
- 2003 — Дятлоws —  Петя Дятлов, телевізор Дятлових, епізодичні персонажі
- 2003 — Трікстер —  тато Даші  (роль Андрія Орла) ,  Троян та інші чоловічі ролі
- 2004 — Шрек 2 —  Шрек
- 2004 — Незнайка і Баррабасс —  Знайко
- 2005 — Мікрополіс
- 2005 — Шерлок Холмс і доктор Ватсон: Вбивство лорда Уотербрука —  все чоловічі персонажі
- 2005 — Еволюція Петра Сенцова
- 2005 — Труп нареченої —  Фініс Еверглот
- 2005 — Історія любові однієї жаби
- 2006 — Елька —  Кай
- 2006 — Князь Володимир —  Хотен, Коснятін
- 2006 — Змивайся —  Сід
- 2007 — Шрек III —  Шрек
- 2007 — Бі Муві: Медова змова —  Монтгомері
- 2007 — Нові пригоди Попелюшки
- 2007 — Шрек: Різдво —  Шрек
- 2008 — День народження Аліси —  Громозека, Фокусник
- 2008 — Бабка Йожка та інші —  Кащей Безсмертний, Ємеля, Соловей-розбійник
- 2008 — Русалонька: Дитинство Аріель —  Чікс
- 2008 — Винахідники —  Барон
- 2008 — Про собаку Розка —  все ролі
- 2009 — Кораліна у світі кошмарів —  Містер Бобинський
- 2009 — 9 —  диктатор
- 2010 — Шрек назавжди —  Шрек
- 2010 — Беззаконня —  Мігуєв
- 2010 — Син прокурора рятує короля
- 2010 — Пригоди кошеняти і його друзів
- 2010 — Нікчемний я —  Містер Перкінс [9]
- 2010 — Шрек: Страшилки —  Шрек
- 2011 — Ранго —  Поганий Білл; Поранений Птах
- 2012 — Монстри на канікулах —  Мюррей (Мумій)
- 2012 — Лоракс —  Дядя Уб
- 2012 — Паранорман —  містер Прендергхаст, міський божевільний
- 2012 — Аліса знає, що робити! —  Професор Селезньов, Анур, диктатор Дзікі, Магусіс, Вождь роботів
- 2012 — Шерлок Холмс та чорні чоловічки —  всі ролі, крім місіс Хадсон
- 2013 — Ку! Кін-дза-дза —  Бі, Кір
- 2013 — Як спіймати перо Жар-Птиці —  цар Долматов / брати Степан та Єрема
- 2013 — Нікчемний Я 2 —  Сайлас Найспопс [9]
- 2013 — Білка і Стрілка. Місячні пригоди —  Кіт у Білому Домі
- 2014 — Лего. Фільм —  Той, хто нагорі; будівельник
- 2014 — Сімейка монстрів —  містер Свинтус
- 2014 — Астерікс: Земля Богів —  Обелікс
- 2015 — Посіпаки —  сумоїст; літній стражник вежі
- 2015 — Монстри на канікулах 2 —  Мюррей (Мумій)
- 2016 — Таємне життя домашніх тварин —  Попс
- 2017 — Співай —  дідусь Міни
- 2017 — Нікчемний я 3 —  Сайлас Найспопс
- 2018 — Монстри на канікулах 3 —  Мюррей (Мумій)
- 2018 — Грінч —  оповідач
- 2018 — Астерікс і таємне зілля —  Обелікс

#### Відеоігри
- 1994 — King's Quest VII: Наречена троля — Король Отар, Трехголова рослина та інші голоси (локалізація від Софт Клаб 2003 року)
- 2001 — Петька 3: Повернення Аляски — бармен, професор Гроссбаум
- 2001 — Влада закону — Артур, Мортімер, Проповідник
- 2002 — Mafia: The City of Lost Heaven — Френк, Вінченцо, Луїджі, Серджіо Морелло, інструктор, епізодичні персонажі
- 2002 — Lord of the Rings: The Fellowship of the Ring — Елронд, Гімлі
- 2002 — Syberia — нотаріус Альфольтер
- 2003 — Call of Duty — Сержант Моді
- 2003 — 12 стільців — Киса Вороб'янінов
- 2003 — Ну, постривай! Випуск 3: Пісня для Зайця — Вовк
- 2004 — Брати Пілоти: Зворотна сторона Землі — Шеф, Колега, Карбофос
- 2004 — Брати Пілоти: Олімпіада — Шеф, Колега, Карбофос
- 2004 — Брати Пілоти 3D: Справа про городніх шкідників — Шеф, Колега, усі чоловічі ролі
- 2004 — Call of Duty: United Offensive — Сержант Моді
- 2004 — Shrek 2: The Game — Шрек
- 2004 — The Lord of the Rings: The Battle for Middle-earth — Саруман, Теодо, Гімлі
- 2004 — Особливості національної риболовлі — буровик, генерал, капітан, кок, мафіозі, механік, моряк
- 2004 — Закон і порядок 3: Гра на виліт — Генрі Гаскінс, Омар Таліб, Юрій Залісський
- 2005 — Брати Пілоти 3D: Таємниці клубу собаківників — Шеф, Колега, половина чоловічих ролей
- 2005 — Ну, постривай! Випуск 4: Догонялки — Вовк
- 2005 — Кіт Леопольд: Догонялки — Леопольд, миші
- 2005 — Мама не горюй — Рінат
- 2005 — Lemony Snicket's A Series Of Unfortunate Events — Граф Олаф
- 2006 — Ice Age 2: The Meltdown — Сід
- 2006 — Брати Пілоти: Загадка атлантичного оселедця — Шеф, Колега, Карбофос
- 2006 — The Elder Scrolls IV: Oblivion — Джоффрі, пророк (в додатку Knights of the Nine)
- 2006 — Гарфілд 2 — Гарфілд, гусак
- 2007 — Брати Пілоти: Догонялки — Шеф, Колега, Карбофос
- 2007 — Crysis — Пророк
- 2007 — Shrek the Third — Шрек
- 2007 — Смерть шпигунам — Слідчий МДБ СРСР
- 2008 — Crysis Warhead — Пророк
- 2008 — Need for Speed: Undercover — Поліцейський в радіопереговорах
- 2008 — World of Warcraft: Wrath of the Lich King — Архієпископ Бенедикт
- 2009 — Ice Age: Dawn of the Dinosaurs — Сід
- 2011 — StarCraft II: Wings of Liberty — Голіаф
- 2011 — Duke Nukem Forever — Дюк Нюкем

#### Телепередачі
- 1995 — телепередача «Ляльки» (НТВ) — 24 випуск: «На дні» — Іван Рибкін
- вересень 1996 — серпень 1999 — телепередача «Лукомор'я» (РТР, Культура) — Лісовик, Кощей та інші (озвучення)
- вересень 1997 — вересень 1998 — анімаційно-інформаційна програма «Вчасно» (РТР) — різні персонажі (озвучення)
- жовтень 1997 — анімаційно-інформаційна програма «Фініш-бар» (РТР) — дядя Міша, бармен (озвучення)
- грудень 1999 — новорічний мюзикл «Титаніку» (РТР) — капітан корабля (озвучення)
- липень 2000 — травень 2003 — телепередача «Гасіть світло!» (НТВ, ТНТ, ТВ-6, ТВЗ) — Хрюн Моржов[10], Філіп Кульок, Генка і інші (озвучення)[3]
- грудень 2001 — січень 2002 — телепередача «Десять років, які потрясли нас» (ТБ-6) — Хрюн Моржов, Філіп Шаріков та багато політичних діячів (озвучення)
- листопад 2002 — травень 2003 — телепередача «Кремлівський концерт» (ТВЗ) — половина ролей (озвучення)[11]
- вересень 2003 — липень 2004 — телепередача «Червона стріла» (НТВ) — Хрюн Моржов (озвучення)[12]
- 2004—2005 — рубрика «Це правильно» у програмі «Ранок на НТВ» — половина ролей (озвучення)[13]
- 2006 — телепередача «Моя хата з краю» («Інтер») — Хрюн Моржов (озвучення)
- 2009 — програма «Прізвище» («Перший канал») — ведучий, спільно з А. Максімковим[14]

У 2002 році також пробувався на роль ведучого телевізійного шоу «Кулінарний поєдинок» на НТВ.

#### Аудіокниги
- 2005 (жовтень) — Шолом жаху (аудіо-версія книги Віктора Пєлєвіна) — Nutscracker